# David Lando
David Lando (født 26. maj 1964) er en dansk økonom og professor. 
Han er søn af professor, dr.jur. et oecon. Ole Lando og hustru Ellen Lando og bror til professor Henrik Lando. Han er gift med cand.hort., Ph.D. Lise Nørrind Hansen, og de har børnene Frederik og Christine.
Han blev student fra Holte Gymnasium i 1983 og blev cand.scient.oecon. fra Københavns Universitet i 1991. I 1994 tog han en Ph.D. fra Cornell University, USA, med en afhandling med titlen Three Essays on Contingent Claims Pricing. En del af dette arbejde dannede udgangspunkt for en artikel skrevet sammen med Robert Jarrow og Stuart Turnbull med titlen A Markov Model for the Term Structure of Credit Risk Spreads, som er en standardartikel inden for teorier om prissætning af fordringer med kreditrisiko og prissætning af finansielle instrumenter afledt heraf – et teoriområde, der gennem de seneste 10 år har gennemgået en markant udvikling, som David Lando internationalt har spillet en afgørende rolle for.[kilde mangler]
Siden 2001 har han som medlem af kreditvurderingsinstituttet Moody's Academic and Advisory Research Committee også bidraget til udvikling af den praktiske anvendelse af teorierne.
Siden 2003 har han været professor ved Institut for Finansiering på Copenhagen Business School. I 2018 blev Lando formand for Finanstilsynet.

## Udvalgte publikationer
- (med Robert Jarrow og Stuart Turnbull), A Markov Model for the Term Structure of Credit Risk Spreads, Review of Financial Studies (1997), vol. 10, pp. 481-523.
- (med Darrell Duffie), Term Structures of Credit Spreads with Incomplete Accounting Information, Econometrica (2001), vol. 69, No.3 (May), pp. 633-664
- Credit Risk Modeling – Theory and Applications. Princeton University Press (2004)